# Kwietnik (ogród)

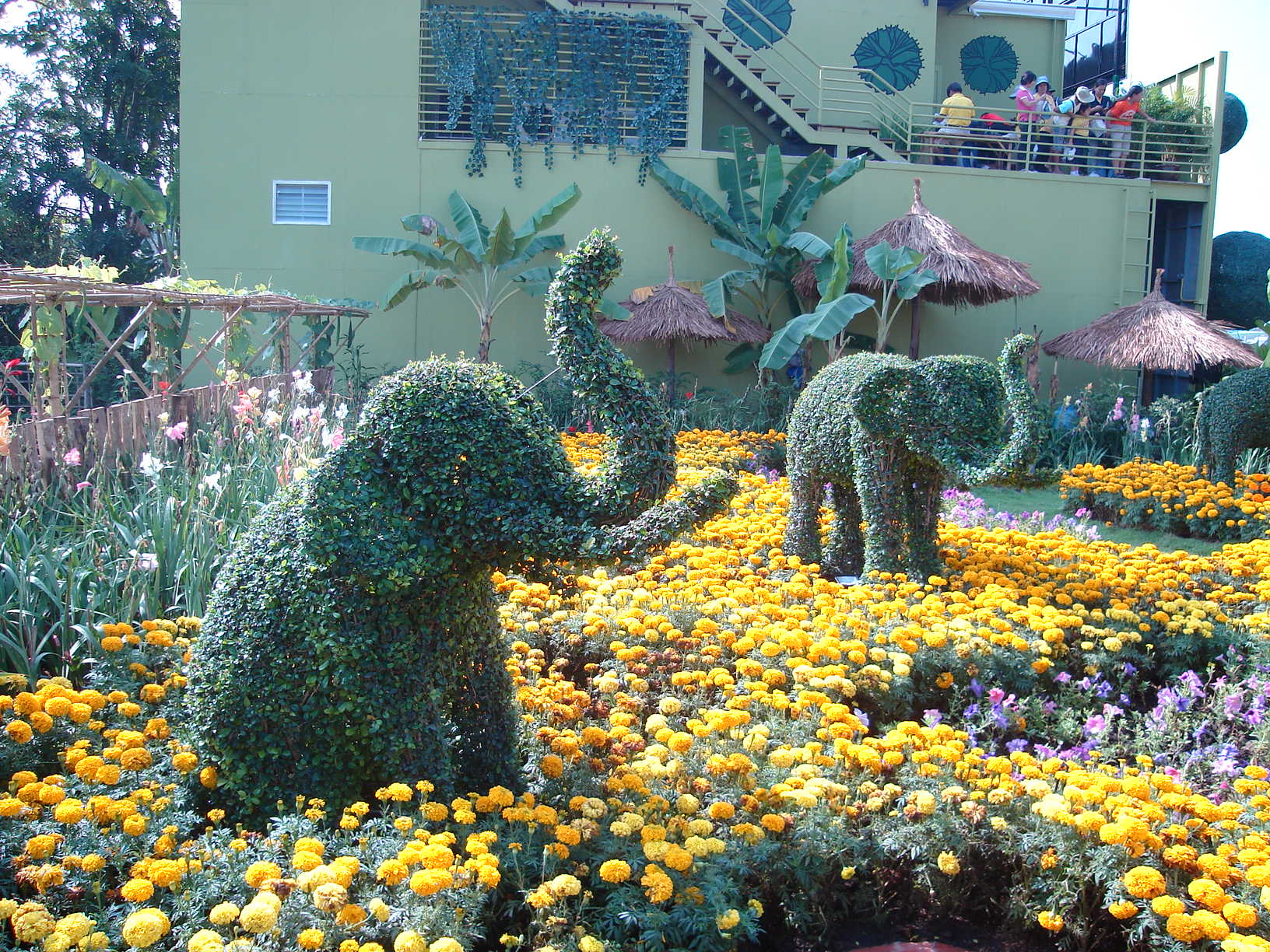
Roślinne słonie na kwietniku

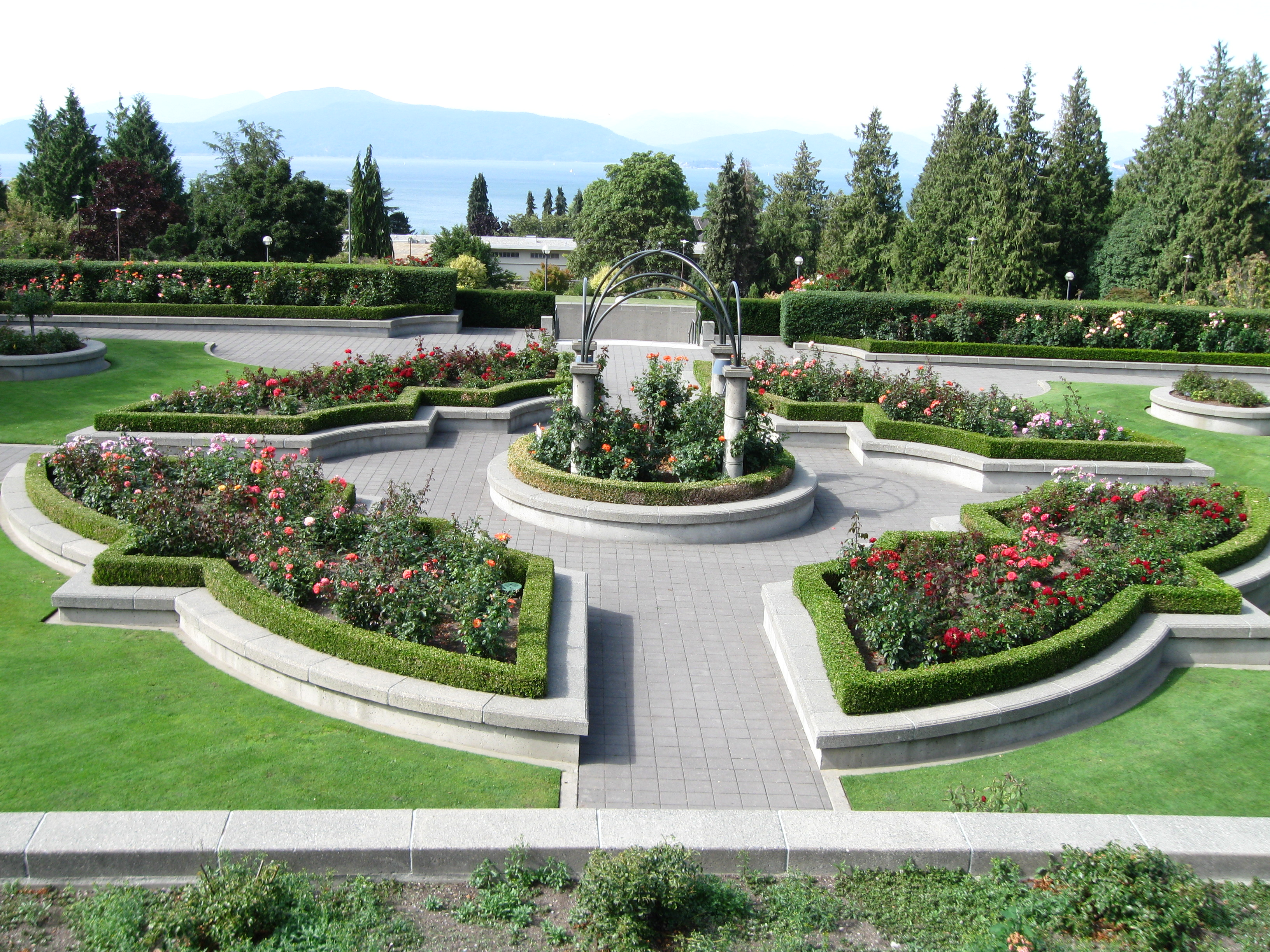
Ogród różany

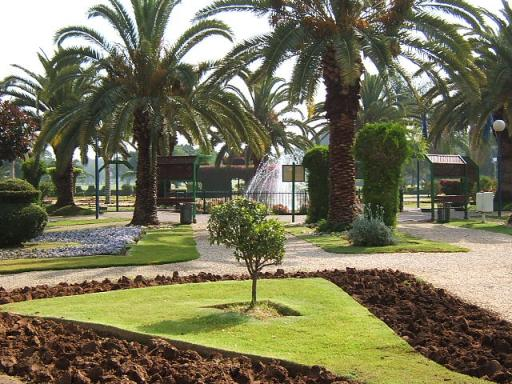
Ogród trawiasto - drzewiasty

Kwietnik (inaczej ogród kwiatowy) – różnego kształtu i wielkości teren porośnięty roślinnością ozdobną, głównie kwiatową, posadzoną lub posianą według zamierzonego planu w celach dekoracyjnych. Kwietniki są ozdobą ogrodów, parków, ozdabiają budynki i ich wejścia.
Wśród roślin kwietnika można spotkać nie tylko rośliny kwiatowe, ale także rośliny trawiaste, krzewy, drzewa a nawet paprotniki. Zależnie od poziomu wiedzy ogrodnika (projektanta) można uzyskać różne efekty, takie jak np. ciągłe kwitnienie mimo zmian pory roku, różnego rodzaju napisy i zestawy barw naśladujące flagi i symbole lub tylko estetyczne wrażenie kolorowości i zadbania.

## Dobór roślinności
Rośliny do kwietnika można dobierać na wiele sposobów, według wzrostu, kształtu liści, koloru kwiatów, okresu kwitnienia, zapachu, itd. Roślin wieloletnich lub obficie wydających nasiona często nie potrzeba sadzić co roku, wystarczy pozostawić je na dotychczasowym miejscu. Wybór takich gatunków pozwala oszczędzić pracę i czas. Często zadowalające efekty estetyczne można uzyskać stosując na trawniku różnego rodzaju krzewy i drzewa. Zwłaszcza iglaki przy oryginalnym wyglądzie pozwalają zachować zieleń przez cały rok. Trawniki często są także używane w charakterze tła dla kolorowych kwiatów. W celu uzyskania określonych efektów siłą rzeczy należy wybierać rośliny pewnego typu. Wczesne kwitnienie zagwarantuje obsadzenie kwietnika roślinami cebulowymi, takimi jak m.in. tulipany, narcyzy. Na stanowisku kamienistym powinien powstać skalniak. W innych przypadkach ogrody mogą zawierać rośliny miododajne, lecznicze, sucholubne lub wodne. Osoby nie dysponujące czasem lub wiedzą ogrodniczą chętnie zadowalają się tzw. dzikim ogródkiem. Wsiewają mieszankę roślin dwu i wieloletnich - zawsze któreś z nich kwitną i same co roku się odnawiają, przez co problem należytej uprawy w znacznym stopniu znika. Niektórzy decydują się na zestawy - flower garden in a box (ogród kwiatowy w pudełku).

## Historia
Początek kwietnikom dały uprawy ziół leczniczych. Nie wszystkie rosły obok domostwa chorego lub lekarza. Trzeba je było sprowadzać lub zapobiegawczo samemu uprawiać. Wśród uprawnych ziół leczniczych coraz częściej trafiały się rośliny czysto ozdobne. Ogrody francuskie stworzyły popyt na egzotyczne rośliny. Podróżnicy poznający Ziemię zabierali na statki spotkane rośliny lub ich nasiona. Starali się też od tubylców dowiedzieć o nich jak najwięcej. Przy ogrodach powstawały szklarnie i oranżerie, pozwalające nabyte rośliny namnażać i zdobywać sadzonki niższym kosztem. Przy okazji dokonywano selekcji ze względu na różne pożądane cechy, tworząc nowe odmiany i gatunki. Wkrótce potem kwietniki trafiły także do prywatnych domów osób niezamożnych. Oprócz żywych kwiatów rosnących w ogrodzie, w domu te same funkcje pełnią kwiaty cięte wstawione do flakonów.

## Ważniejsze typy kwietników

### Kwietnik przestrzenny
Jednym z rodzajów kwietników przestrzennych są wieże kwiatowe zwane również pionami kwiatowymi. Przeznaczone są do dekoracji powierzchni utwardzonych, czyli miejsc, gdzie nie można utworzyć tradycyjnego kwietnika.

### Alpinarium
Jest ogrodem, na którym uprawia się rośliny alpejskie, górskie, okolic pogórza oraz litofity. W tym celu ziemię usypuje się w kopiec, na szczycie ustawiając większy kamień symbolizujący szczyt górski. Niżej umieszcza się coraz drobniejsze kamienie, coraz mniej wystające nad ziemię.

### Roślinność wodna

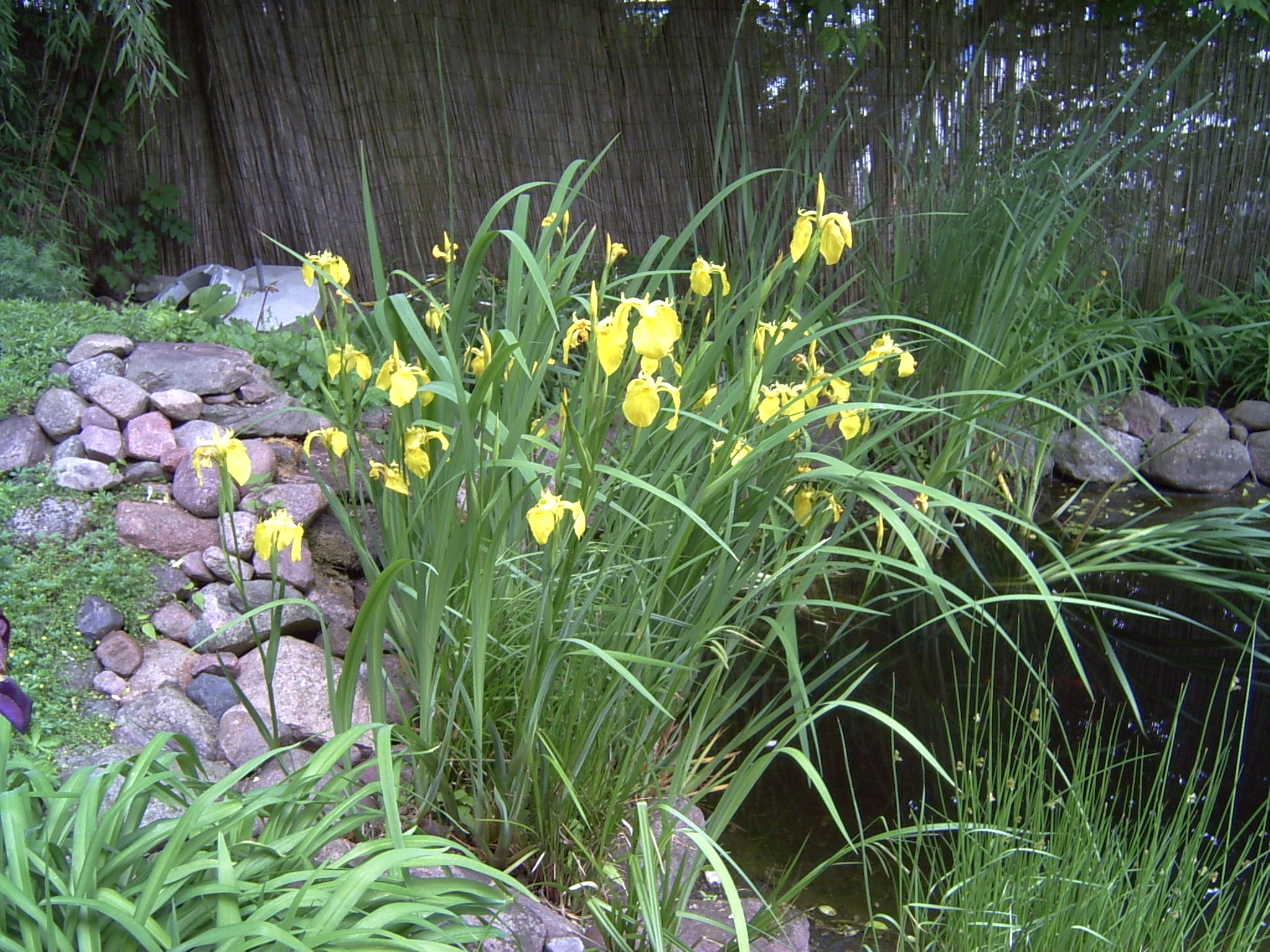
Ogródek wodny

Roślinność wodną umieszcza się w niewielkim stawku, z którego wypływa woda i po krótkim czasie, już przefiltrowana, powraca do stawu. Dla umocnienia brzegi, po nasadzeniu przybrzeżnych i wodnych roślin, okłada się kamieniami. Posadowiona w pobliżu ławka pozwala obserwować rośliny oraz zazwyczaj liczne owady lądowe i wodne, a także rybki i płazy.

### Dekoracyjny ogród warzywny
Zwłaszcza amatorzy nietypowych warzyw, takich jak: bakłażany, cukinie, arbuzy, wilce chętnie decydują się na przygotowanie ogrodu warzywnego. Taki ogród, zwykle wokół, obsadza się strzyżonym bukszpanem a wewnątrz przygotowuje się proste ścieżki wysypane żwirkiem. Po raz pierwszy tego typu ogródek powstał we Francji.

### Klomb

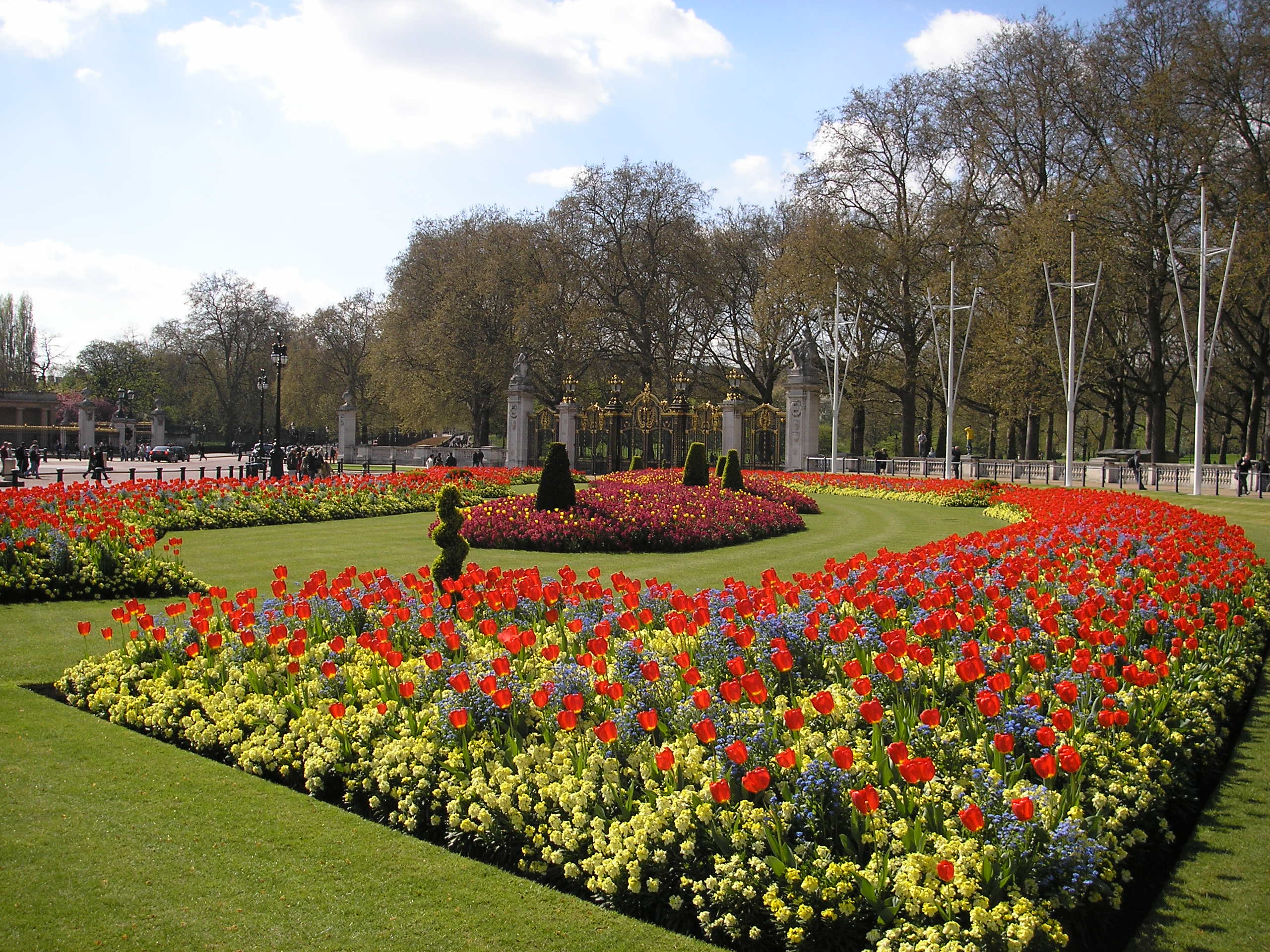
Klomb

Na klomb przeznacza się działkę niedużą, zazwyczaj o kształcie koła lub elipsy, nieco wznoszącą się od skraju w kierunku  centrum. Rośliny na klombie sadzi się tak, aby tworzyły deseń albo rysunek. W centrum, na najwyższym punkcie umieszcza się rzeźbę, drzewo np. cis lub inny obiekt małej architektury.

### Kompozycja z roślin  iglastych

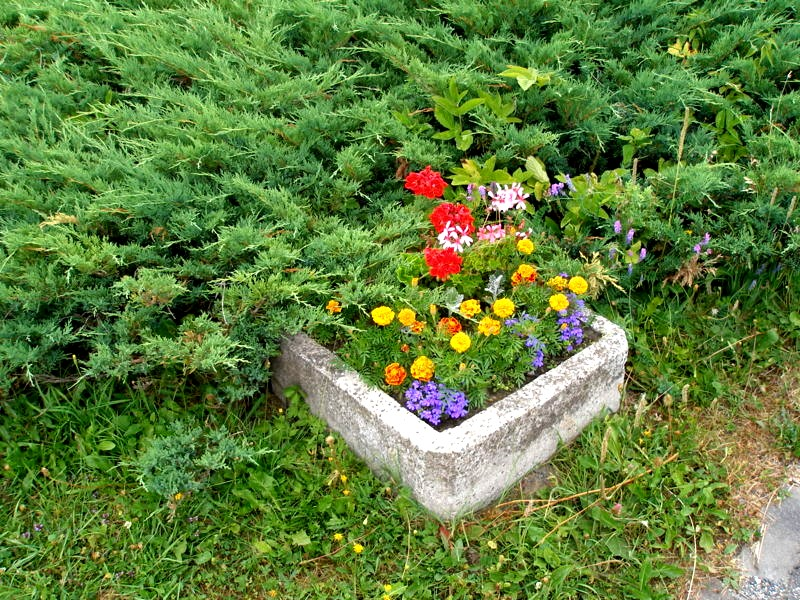
Kwietnik donicowy obok iglaków

Większe obszary trawnika można urozmaicić kilkoma kępami roślin iglastych. Dla różnorodności warto dodać drzewo lub krzew tracący liście na zimę i na jesieni jaskrawo się wybarwiający.

### Miksbordier

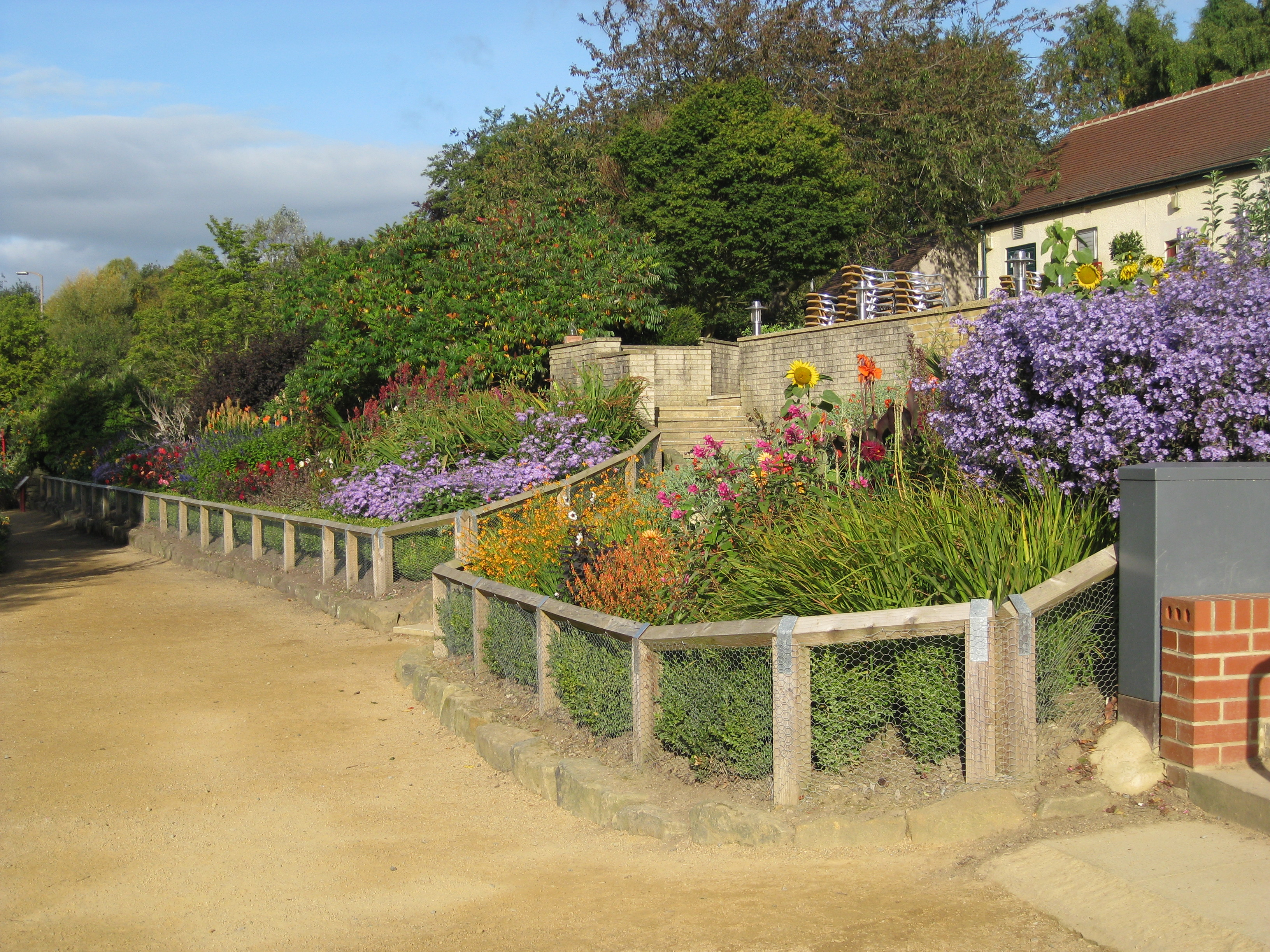
Miksbordier

Miksbordier to zwykle wydłużony zagon, jedną stroną przylegający do ogrodzenia lub ściany, mający takie proporcje, że  jego szerokość nie przekracza 1,5 raza wysokości rośliny najwyższej. Od strony ściany sadzi się rośliny najwyższe i pnącza a po stronie przeciwnej rośliny najniższe. Pozostałą roślinność dobiera się tak, aby kwitła jak najdłużej i estetycznie wyglądała przez większą część roku. Tego typu kwietniki po raz pierwszy zakładano w Anglii.

### Ogródek  przydomowy
Zakłada się przy wejściu do domu, stąd zwykle jest on rozdzielony na dwie części zlokalizowane po obu stronach chodnika, prowadzącego od furtki do drzwi wejściowych. Zastosowana roślinność powinna maksymalnie ozdabiać z zarazem stylowo pasować do zabudowy.

### Parter ogrodowy

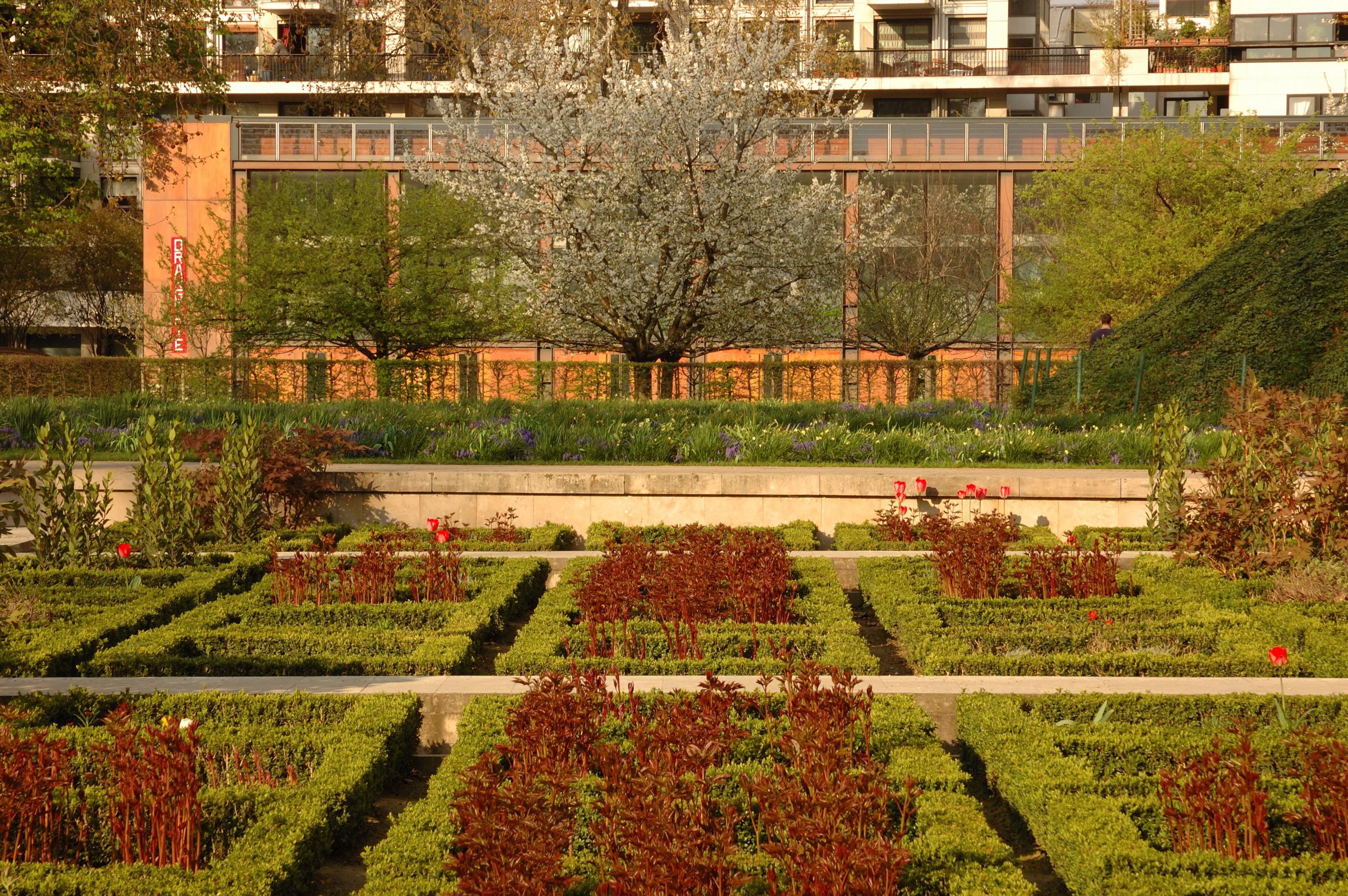
Parter ogrodowy, piwonie otoczone bukszpanem

Działka porośnięta dekoracyjnymi roślinami tworzącymi misterny ornament typu arabeski. Partery w znacznie bardziej rozbudowanej formie były i w niektórych miejscach są do dziś istotnym elementem ogrodów francuskich.

### Rabata

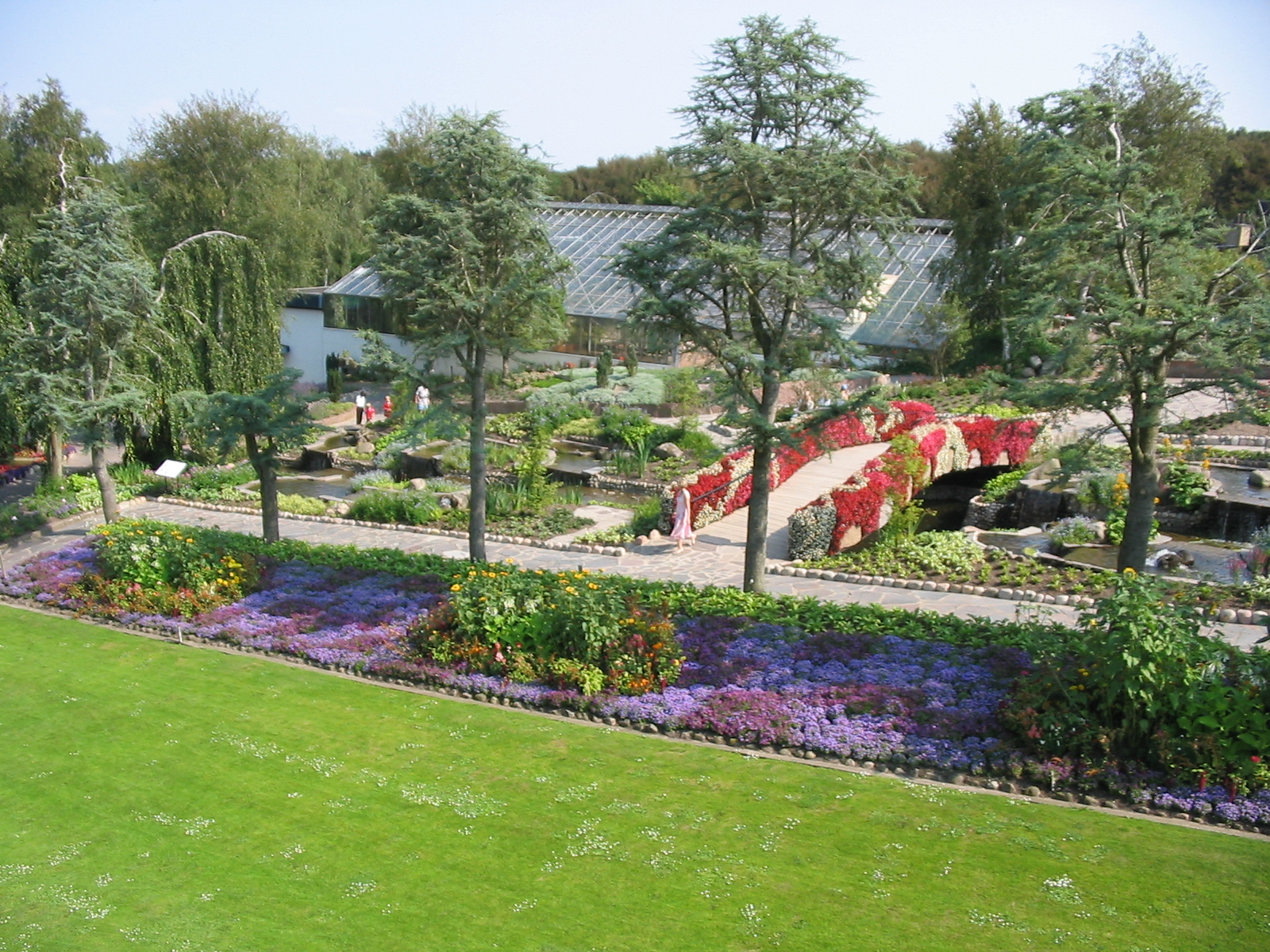
Rabata

Działka, mająca formę pasa o szerokości zwykle od 0,5 do półtora metra (czasami szerzej), przy  czym długość rabaty powinna przewyższać jej szerokość nie mniej niż trzy razy. Jeśli rabata będzie oglądana z jednej strony, wówczas rośliny położone najdalej od oglądającego powinny  być stopniowo coraz wyższe. Jeśli rabata będzie oglądana z dwóch stron, wtedy najwyższe rośliny umieszcza się na jej środku.

### Skalnik

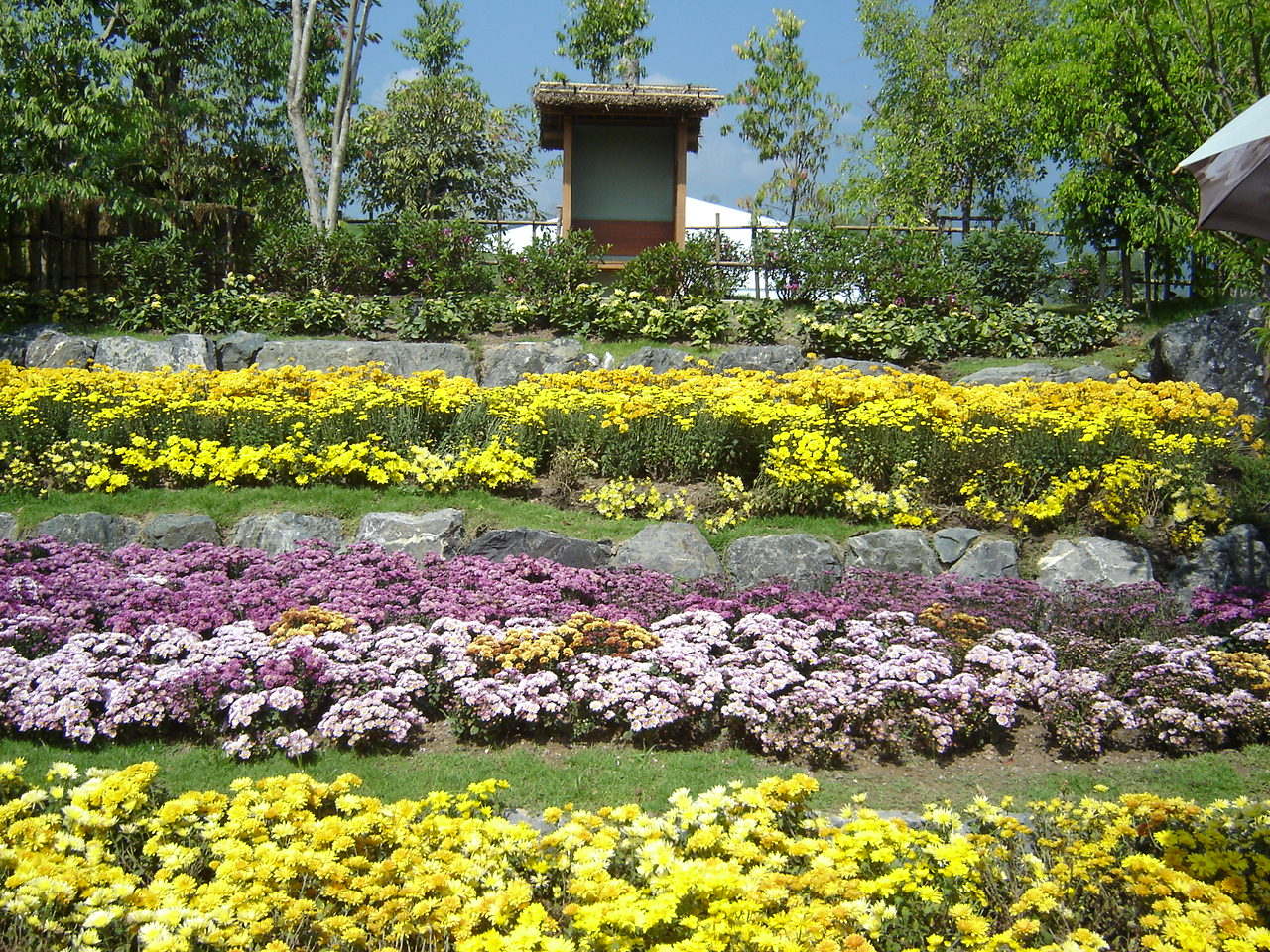
Skalnik

Ogród kamienny - działka, na której znaczną część powierzchni zajmują stosunkowo duże kamienie. Uprawia się na niej niskie rośliny wrzosowate, płożące, kępkowe oraz gruboszowate. Używa się kamieni jednego typu, układając je równolegle lub w układzie naturalnym - chaotycznym.

### Kwietnik rustykalny

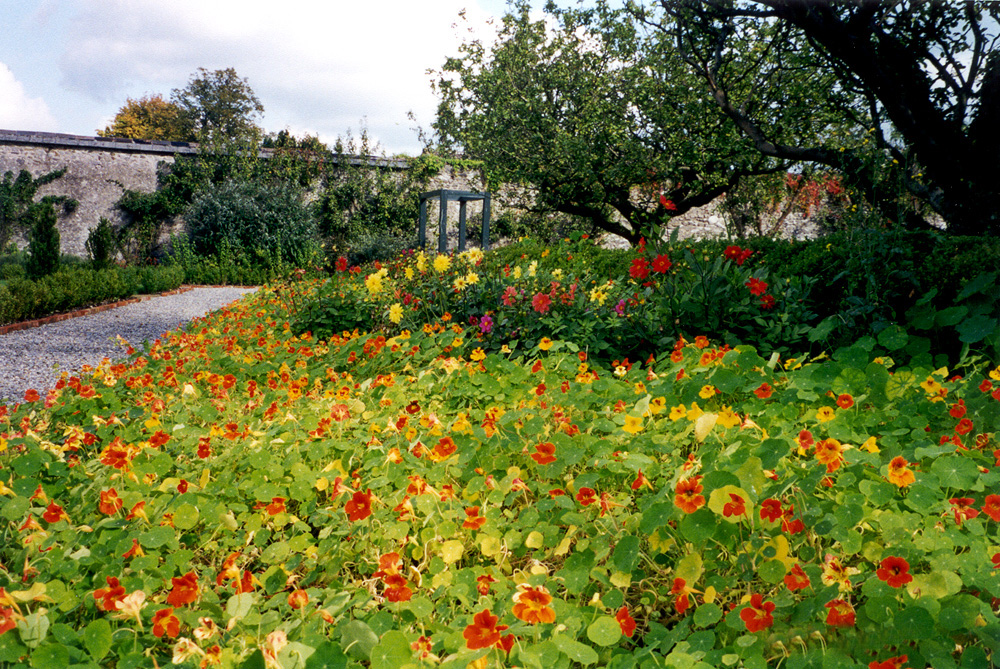
Ogródek rustykalny

Kwietnik w wiejskim stylu naśladuje miejscową łąkę z roślinnością wzbogaconą w gatunki miejscowe. Kwietniki takie zakłada się w miejscach z dobrym widokiem na miejscowe zabytki: ruiny, zamek, kościół, itp.

### Kwiatowy zegar

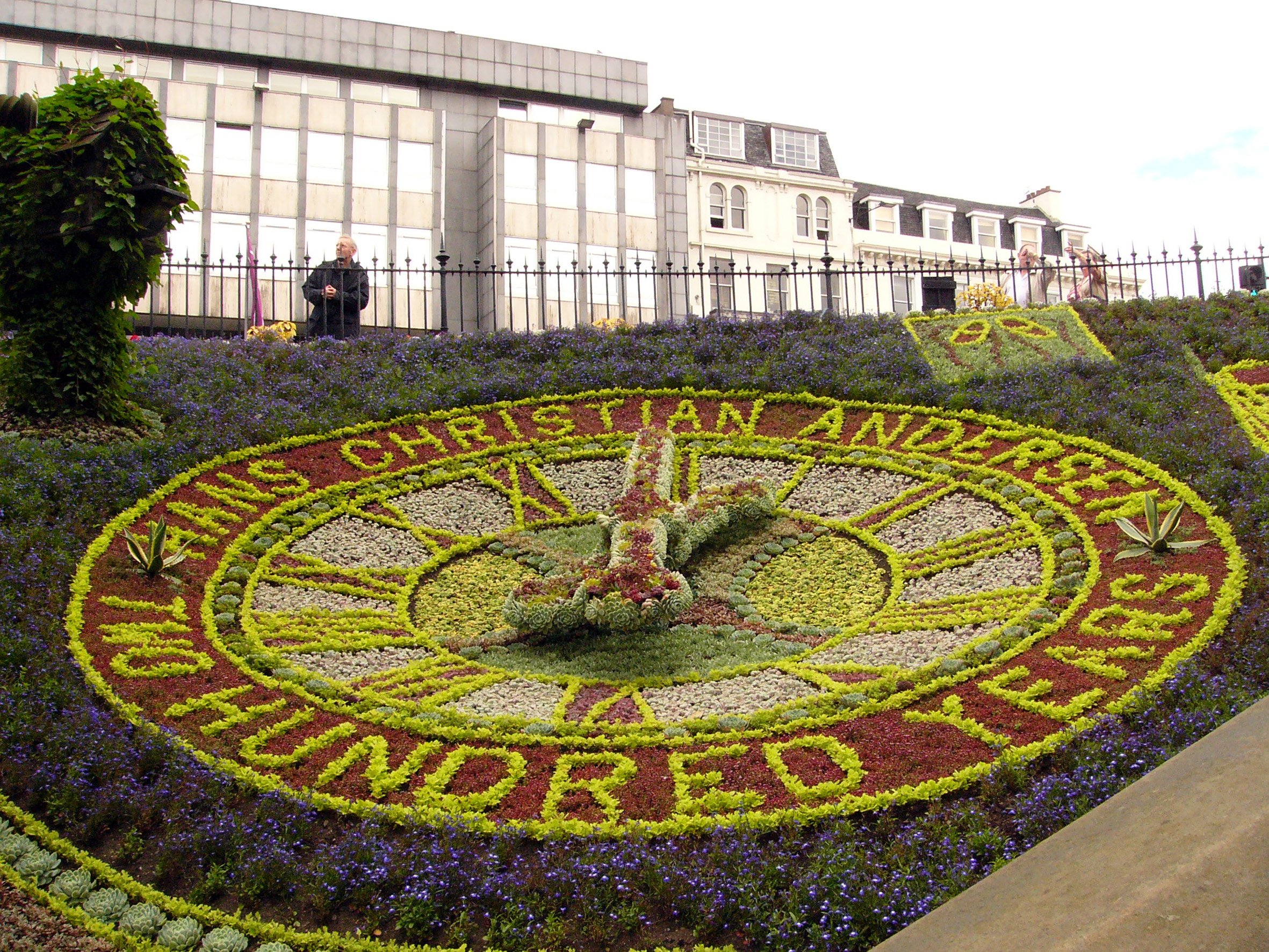
Zegar kwiatowy

Na taki kwietnik dobiera się rośliny, które otwierają i zamykają swe kwiaty o określonych godzinach dnia. Przy starannym wyborze, przy ich pomocy można określić czas z dokładnością do ok. 2 godzin. Przy takim zegarze niezbędna jest tablica z wyjaśnieniem potrzebnym dla osób mało obeznanych z botaniką i posadzonymi gatunkami. Częściej spotyka się ułożenie kwiatów tylko naśladujące tarczę zegara.